# Dolerus sanguinicollis
Dolerus sanguinicollis är en stekelart som först beskrevs av Johann Christoph Friedrich Klug 1818.  Dolerus sanguinicollis ingår i släktet Dolerus, och familjen bladsteklar. Arten är reproducerande i Sverige.